# Nina's Heavenly Delights
Nina's Heavenly Delights (pt: A Receita do Amor) é um filme de 2006 realizado por Pratibha Parmar. Nina, é uma jovem cozinheira indo-escocesa que regressa a Glasgow depois de uma temporada em Londres. Nina redescobre as receitas da cozinha indiana ensinadas pelo seu pai e um amor inesperado.

## Sinopse
Devido à morte inesperada do seu pai, Nina Shah regressa a Glasgow vinda de Londres, para onde tinha ido depois de uma briga com o seu pai. O seu regresso traz-lhe várias surpresas: as dívidas de jogo do seu pai que quase fazem perder o restaurante da família, o seu amigo de infância Bobbi que agora é drag queen de Bollywood e Lisa, filha do homem para quem o seu pai perdeu 50% do restaurante.
Não querendo vender o restaurante da família, Nina embarca numa missão pessoal para ganhar o "Best of the West-curry competition", um prestigiado prémio de cozinha Indiana. Mas os seus sentimentos ficam num turbilhão quando Nina percebe que se está a apaixonar por Lisa.

## Elenco[1]
- Shelley Conn- Nina Shah
- Laura Fraser- Lisa
- Art Malik- Raj
- Ronny Jhutti- Bobbi
- Veena Sood- Suman Shah
- Raji James- Sanjay
- Zoe Henretty- Priya Shah
- Kulvinder Ghir- Apresentador de TV
- Atta Yaqub- Kary Shah
- Elaine C. Smith- Auntie Mamie
- Kathleen McDermott- Janice
- Francisco Bosch-Shriv

## Prémios e nomeações
- 2007- San Francisco International LGBT Film Festival - Nomeação[3]

## Banda-sonora
1. Follow Your Heart – Steve Isles
2. I'm In The Mood For Dancing – The Nolans
3. Falling – Spring Heel Jack & Joi
4. Secrets – Steve Isles
5. Reach for Me – Kirsty Hawkshaw
6. Footprints – Jai Uttal
7. Kiss Kiss - Holly Valance
8. Cooking – Spring Heel Jack & Joi
9. Marigold Rainfall – Steve Isles / Spring Heel Jack & Joi
10. Space Between – Elcho feat. Esther Alexander
11. Just A Taste – Brit and Alex
12. The Jewel – Steve Isles / Spring Heel Jack & Joi
13. Lost In You – Shelly Poole
14. Maybe That's What It Takes - Alex Parkes
15. Chalte Chalte – Lata Mangeshkar
16. Pyar kiya to Darna Kya – Lata Mageshkar
17. Driving - Spring Heel Jack & Joi
18. Dance With You - Rishi Rich Project
19. Shooting Star – Steve Isles
20. Aap jaisa koi – Nazia Hassan
21. Ina Mina Dika – Asha Bhosle